# Rolling Stones Tour of Europe '76
El Tour of Europe '76 fue una serie de conciertos que The Rolling Stones realizó en Europa Continental y Gran Bretaña en la primavera de 1976.

## Historia
La demanda de boletos para esta gira fue alta. El 1 de abril la productora GP Productions anunció que la demanda para la fecha en el Earls Court de Londres que habían recibido cerca de 1 millón de cartas para reservas de boletos. En consecuencia, 3 fechas más se sumaron a la gira. Otras fechas también incluyeron viajes a Zagreb, Croacia. Este era su primer viaje a un país comunista desde abril de 1967, donde se presentaron en Varsovia.
El tour comenzó pocos días después del lanzamiento del álbum Black and Blue.
Los shows suelen ser rápidos, con un Mick Jagger que muestra una nueva forma de cantar. Los shows en el Les Abbatoirs de París del 6 y 7 de junio fueron parte del álbum en vivo de 1977 Love You Live. La tragedia azotó a la banda cuando la noche del 6 de junio Keith Richards fue avisado por su mujer, Anita Pallenberg, de la muerte de su bebé de 10 semanas de vida Tara, a causa del Síndrome de muerte súbita del lactante.

## Músicos
- Mick Jagger - voz, guitarra, armónica
- Keith Richards - guitarra, voces
- Ron Wood - guitarra, voces
- Bill Wyman - bajo
- Charlie Watts - batería
- Ian Stewart - piano en algunas canciones

Músicos adicionales
- Billy Preston - piano
- Ollie E. Brown - percusión

## Set list
1. Intro: Fanfare for the Common Man
2. "Honky Tonk Women"
3. "If You Can't Rock Me"/ "Get off of My Cloud"
4. "Hand of Fate"
5. "Hey Negrita"
6. "Ain't Too Proud to Beg"
7. "Fool to Cry"
8. "Hot Stuff"
9. "Star Star"
10. "Cherry Oh Baby"
11. "Angie"
12. "You Gotta Move"
13. "You Can't Always Get What You Want"
14. "Happy"
15. "Tumbling Dice"
16. "Nothing From Nothing" - (cantado por Billy Preston)
17. "Outa Space" - (dirigido por Billy Preston)
18. "Midnight Rambler"
19. "It's Only Rock 'n' Roll (But I Like It)"
20. "Brown Sugar"
21. "Jumpin' Jack Flash"
22. "Street Fighting Man"
23. Bis: "Sympathy for the Devil"

Setlist muy similar al del Tour anterior, la lista de canciones también es un poco larga que los años anteriores y con variaciones más frecuentes, con otras siete u ocho canciones que hacen apariciones esporádicas. Nuevamente se ignora "(I Can't Get No) Satisfaction". "All Down the Line" se tocó en los dos shows del Festhalle en Fráncfort, Alemania. Muchas veces no hubo bis, por lo tanto, "Sympathy for the Devil" no era interpretada en esas ocasiones.

## Fechas
- 28/04/1976  Festhalle - Fráncfort del Meno, Alemania
- 29/04/1976  Festhalle - Fráncfort del Meno, Alemania
- 30/04/1976  Munsterlandhalle - Munster, Alemania (2 shows)
- 02/05/1976  Ostseehalle - Kiel, Alemania
- 03/05/1976  Deutschlandhalle - Berlín, Alemania
- 04/05/1976  Stadthalle - Bremen, Alemania
- 06/05/1976  Forest Nationale - Bruselas, Bélgica
- 07/05/1976  Forest Nationale - Bruselas, Bélgica
- 10/05/1976  The Apollo - Glasgow, Reino Unido
- 11/05/1976  The Apollo - Glasgow, Reino Unido
- 12/05/1976  The Apollo - Glasgow, Reino Unido
- 14/05/1976  Granby Halls - Leicester, Reino Unido
- 15/05/1976  Granby Halls - Leicester, Reino Unido
- 17/05/1976  New Bingley Hall - Stafford, Reino Unido
- 18/05/1976  New Bingley Hall - Stafford, Reino Unido
- 21/05/1976  Earls Court Arena - Londres, Reino Unido
- 22/05/1976  Earls Court Arena - Londres, Reino Unido
- 23/05/1976  Earls Court Arena - Londres, Reino Unido
- 25/05/1976  Earls Court Arena - Londres, Reino Unido
- 26/05/1976  Earls Court Arena - Londres, Reino Unido
- 27/05/1976  Earls Court Arena - Londres, Reino Unido
- 29/05/1976  Stadion F.C. Den Haag In Het Zuiderpark - La Haya, Países Bajos
- 30/05/1976  Stadion F.C. Den Haag In Het Zuiderpark - La Haya, Países Bajos
- 01/06/1976  Westfalenhalle - Dortmund, Alemania
- 02/06/1976  Sporthalle - Colonia, Alemania (2 shows)
- 04/06/1976  Pavilon De Paris (Les Abattoirs) - París, Francia
- 05/06/1976  Pavilon De Paris (Les Abattoirs) - París, Francia
- 06/06/1976  Pavilon De Paris (Les Abattoirs) - París, Francia
- 07/06/1976  Pavilon De Paris (Les Abattoirs) - París, Francia
- 09/06/1976  Palais Des Sports - Lyon, Francia
- 11/06/1976  Plaza de Toros Monumental - Barcelona, España
- 13/06/1976  Stade De L’Ouest - Niza, Francia
- 15/06/1976  Hallenstadion - Zúrich, Suiza
- 16/06/1976  Olympiahalle - Múnich, Alemania
- 17/06/1976  Olympiahalle - Múnich, Alemania
- 19/06/1976  Neckarstadion - Stuttgart, Alemania
- 21/06/1976  Sportska Dvorana - Zagreb, Yugoslavia
- 22/06/1976  Sportska Dvorana - Zagreb, Yugoslavia
- 23/06/1976  Stadthalle - Viena, Austria
- 21/08/1976  Knebworth Park - Stevenage, Reino Unido